# 루트비히 1세 (바이에른)
루트비히 1세(Ludwig I, 1786년 8월 25일 ~ 1868년 2월 29일)는 바이에른 왕국의 국왕(재위: 1825년 10월 13일 ~ 1848년 3월 20일)이다.
프랑스 스트라스부르에서 막시밀리안 1세 요제프와 그의 첫 번째 아내 헤센다름슈타트의 아우구스테 빌헬미네 사이에서 장남으로 태어났다. 1810년 10월 12일에는 작센힐트부르크하우젠의 테레제와 결혼했다. 그는 예술과 학문을 장려했고 건축에 관심이 많았다. 바이에른의 지방 도시인 란츠후트에 있던 뮌헨 루트비히 막시밀리안 대학교를 뮌헨으로 이전시키고, 조각 박물관을 지었다. 1826년부터 10년에 걸쳐 건축한 알테 피나코테크는 현재도 뮌헨에 남아 있다.
1832년 5월 27일부터 6월 1일까지 바이에른 왕국 라인란트팔츠의 함바흐 성에서 함바흐 축제가 열렸다. 이 축제는 비정치적인 행사로 위장하였으나 본질은 민족주의와 자유주의 운동이었다. 1846년경부터는 아일랜드 출신의 무용가, 연극 배우인 롤라 몬테즈와의 관계로 큰 비난을 받았다. 결국 1848년에 롤라 몬테즈를 국외로 추방시켰고 자신도 아들 막시밀리안에게 왕위를 물려주면서 퇴위했다. 루트비히 1세는 퇴위한 지 약 20년 만인 1868년 프랑스 니스에서 사망했다.

## 자녀
| 사진 | 이름            | 생일             | 사망                   | 기타                                         |
| ---- | --------------- | ---------------- | ---------------------- | -------------------------------------------- |
|      | 막시밀리안 2세  | 1811년 11월 28일 | 1864년 3월 10일(52세)  | 바이에른 왕국 후임 국왕                      |
|      | 마틸데 카롤리네 | 1813년 8월 30일  | 1862년 8월 25일(48세)  | 루트비히 3세 폰 헤센 대공과 결혼. 자녀 없음. |
|      | 오토            | 1815년 6월 1일   | 1867년 7월 26일(52세)  | 그리스 초대 국왕.                            |
|      | 테오드린데      | 1816년           | 1817년                 | 요절                                         |
|      | 루이트폴트      | 1821년 3월 12일  | 1912년 12월 12일(91세) | 3남 1녀                                      |
|      | 아델군데        | 1823년 3월 19일  | 1914년 10월 28일(91세) | 모데나의 프란체스코와 결혼, 1녀              |
|      | 힐데가르트      | 1825년 6월 10일  | 1864년 4월 2일(38세)   | 1남 2녀                                      |
|      | 알렉산드라      | 1826년 8월 26일  | 1875년 9월 21일(49세)  | 미혼                                         |
|      | 아델베르트      | 1828년 7월 19일  | 1875년 9월 21일(47세)  | 스페인의 아말리아와 결혼, 2남 3녀            |